# Адміністративний устрій Баранівського району
Адміністративний устрій Баранівського району — адміністративно-територіальний поділ Баранівського району Житомирської області на 1 міську об'єднану громаду, 1 селищну об'єднану громаду, 1 сільську об'єднану громаду і 2 селищних ради, які об'єднують 63 населені пункти та підпорядковані Баранівській районній раді. Адміністративний центр — місто Баранівка.

## Список громадБаранівського району
| № | Назва                       | Центр        | Населені пункти | Площа км² | Місце за площею | Населення (2001), чол. | Місце за населенням |
| - | --------------------------- | ------------ | --- | --------- | --------------- | ---------------------- | ------------------- |
| 1 | Баранівська міська громада  | м. Баранівка | м. Баранівка с. Берестівка с. Будисько с. Вишнівка с. Вірля с. Володимирівка с. Глибочок с. Гриньки с. Деревищина с. Жари с. Зеремля с. Зрубок с. Іванівка с. Йосипівка с. Кашперівка с. Климентіївка с. Лісове с. Марківка с. Мирославль с. Млини с. Озерянка с. Острожок смт Полянка с. Рогачів с. Рудня с. Середня с. Ситисько с. Смолдирів с. Смолка с. Стара Гута с. Суємці с. Табори с. Явне с. Ялишів |           |                 |                        |                     |
| 2 | Довбиська селищна громада   | смт Довбиш   | с. Адамівка смт Довбиш с. Дорогань с. Зятинець с. Лісова Поляна с. Любарська Гута смт Мар'янівка с. Наталія с. Ожгів с. Осичне с. Турова |           |                 |                        |                     |
| 3 | Дубрівська сільська громада | с. Дубрівка  | с. Вересна с. Глинянка с. Дубрівка с. Забара с. Закриниччя с. Зелений Гай с. Зірка с. Красуля с. Мокре с. Радулин с. Стовпи с. Хижівка |           |                 |                        |                     |

## Список радБаранівського району
| № | Назва                        | Центр              | Населені пункти                                                   | Площа км² | Місце за площею | Населення (2001), чол. | Місце за населенням |
| - | ---------------------------- | ------------------ | ----------------------------------------------------------------- | --------- | --------------- | ---------------------- | ------------------- |
| 1 | Кам'янобрідська селищна рада | смт Кам'яний Брід  | с. Дібрівка с. Жовте смт Кам'яний Брід с. Тартак с. Червонодвірка |           |                 |                        |                     |
| 2 | Першотравенська селищна рада | смт Першотравенськ | смт Першотравенськ                                                |           |                 |                        |                     |

## Список радБаранівського району(до 2016 року)
| №  | Назва                        | Центр              | Населені пункти                                                                | Площа км² | Місце за площею | Населення (2001), чол. | Місце за населенням |
| -- | ---------------------------- | ------------------ | ------------------------------------------------------------------------------ | --------- | --------------- | ---------------------- | ------------------- |
| 1  | Баранівська міська рада      | м. Баранівка       | м. Баранівка                                                                   |           |                 |                        |                     |
| 2  | Довбиська селищна рада       | смт Довбиш         | смт Довбиш с. Адамівка с. Лісова Поляна с. Любарська Гута с. Наталія с. Осичне |           |                 |                        |                     |
| 3  | Кам'янобрідська селищна рада | смт Кам'яний Брід  | смт Кам'яний Брід с. Дібрівка с. Жовте с. Тартак с. Червонодвірка              |           |                 |                        |                     |
| 4  | Мар'янівська селищна рада    | смт Мар'янівка     | смт Мар'янівка с. Дорогань с. Зятинець с. Ожгів с. Турова                      |           |                 |                        |                     |
| 5  | Першотравенська селищна рада | смт Першотравенськ | смт Першотравенськ                                                             |           |                 |                        |                     |
| 6  | Полянківська селищна рада    | смт Полянка        | смт Полянка с. Будисько                                                        |           |                 |                        |                     |
| 7  | Берестівська сільська рада   | с. Берестівка      | с. Берестівка с. Зрубок с. Мирославль с. Ситисько                              |           |                 |                        |                     |
| 8  | Вірлянська сільська рада     | с. Вірля           | с. Вірля с. Климентіївка                                                       |           |                 |                        |                     |
| 9  | Дубрівська сільська рада     | с. Дубрівка        | с. Дубрівка с. Зірка с. Красуля с. П'ятирічка                                  |           |                 |                        |                     |
| 10 | Жарівська сільська рада      | с. Жари            | с. Жари с. Деревищина                                                          |           |                 |                        |                     |
| 11 | Зеремлянська сільська рада   | с. Зеремля         | с. Зеремля с. Вишнівка с. Середня                                              |           |                 |                        |                     |
| 12 | Йосипівська сільська рада    | с. Йосипівка       | с. Йосипівка с. Табори                                                         |           |                 |                        |                     |
| 13 | Кашперівська сільська рада   | с. Кашперівка      | с. Кашперівка с. Гриньки с. Озерянка                                           |           |                 |                        |                     |
| 14 | Марківська сільська рада     | с. Марківка        | с. Марківка с. Глибочок с. Стара Гута                                          |           |                 |                        |                     |
| 15 | Мокренська сільська рада     | с. Мокре           | с. Мокре с. Вересна с. Забара с. Закриниччя                                    |           |                 |                        |                     |
| 16 | Радулинська сільська рада    | с. Радулин         | с. Радулин с. Зелений Гай                                                      |           |                 |                        |                     |
| 17 | Рогачівська сільська рада    | с. Рогачів         | с. Рогачів с. Млини с. Острожок с. Рудня                                       |           |                 |                        |                     |
| 18 | Смолдирівська сільська рада  | с. Смолдирів       | с. Смолдирів с. Іванівка с. Смолка                                             |           |                 |                        |                     |
| 19 | Суємецька сільська рада      | с. Суємці          | с. Суємці с. Володимирівка                                                     |           |                 |                        |                     |
| 20 | Хижівська сільська рада      | с. Хижівка         | с. Хижівка с. Стовпи                                                           |           |                 |                        |                     |
| 21 | Ялишівська сільська рада     | с. Ялишів          | с. Ялишів с. Лісове с. Явне                                                    |           |                 |                        |                     |

* Примітки: м. — місто, смт — селище міського типу, с. — село, с-ще — селище

## Історія
Район утворений 7 березня 1923 року у складі Житомирської округи Волинської губернії з Баранівської, Бубнівської, Глибочської, Гуто-Жаборицької, Жаборицької, Кашперівської, Марківської, Погорілівської, Полянківської, Ульхівської, Юзефівської сільських рад Баранівської волості, Кам'яно-Брідської, Климентальської, Любарсько-Гутської, Мар'янівської, Острожецької, Рогачівської, Тартацької, Турівської, Явненської сільських рад Рогачівської волості, Дубрівської, Зеремлянської, Мирославльської, Радулинської сільських рад Смолдирівської волості.
17 жовтня 1935 року до складу району включено Адамівську, Биківську, Дерманківську, Дранецькохатківську, Калинівську, Кам'янобрідську, Любарсько-Гутську, Людвиківську, Мархлевську, Мар'янівську, Ольшанську, Сарнівську, Себерківську, Тартацьку, Турівську та Явненську сільські ради ліквідованого Мархлевського району Київської області.
13 червня 1930 року, в складі району утворено Жовтенську сільську раду. Ліквідовано: 23 серпня 1934 року — Бубнівську, 26 серпня 1934 року — Токарівську, 1 грудня 1952 року — Підкозарківську, 11 серпня 1954 року — Іванівську, Климентіївську (Климентальську), Ольшанську (Ульшанську), Острожецьку, Таборівську, Цеберківську, Явненську, 11 січня 1960 року — Адамівську та Старогутянську (Марківську) сільські ради.
В 1941—44 роках територія району входила до гебітскомісаріату Звягель Генеральної округи Житомир та складалась з Глибочської та Марківської сільських управ.
Район ліквідовано 30 грудня 1962 року, згодом, 8 грудня 1966 року, відновлено в складі Баранівської, Кам'янобрідської, Першотравенської та Довбиської селищних, Берестівської, Вірлянської, Дубрівської, Жарівської, Зарічанської (Полянківської), Зеремлянської, Йосипівської, Кашперівської, Марківської, Мокренської, Радулинської, Рогачівської, Смолдирівської, Суємецької, Хижівської, Мар'янівської сільських рад.
3 квітня 1967 року в складі району було утворено Полянківську, 17 січня 1977 року — Мар'янівську селищні ради.
До початку адміністративно-територіальної реформи (2015 рік) до складу району входили 1 міська, 5 селищних та 15 сільських рад.
10 серпня 2015 року в складі району було утворено Дубрівську сільську територіальну громаду, внаслідок чого 12 листопада 2015 року були ліквідовані Дубрівська, Мокренська, Радулинська та Хижівська сільські ради.
27 липня 2016 року утворені Баранівська міська територіальна громада та Довбиська селищна територіальна громада, внаслідок чого 30 грудня 2016 року було виключено з облікових даних Баранівську міську, Довбиську, Мар'янівську, Полянківську селищні, Берестівську, Вірлянську, Жарівську, Зеремлянську, Йосипівську, Кашперівську, Марківську, Рогачівську, Смолдирівську, Суємецьку та Ялишівську сільські ради Баранівського району.
На час ліквідації району, відповідно до Постанови Верховної Ради України від 17 липня 2020 року, до його складу входили міська, селищна, сільська територіальні громади та 2 селищні ради.